# 9767 Midsomer Norton
Midsomer Norton (asteroide 9767) é um asteroide da cintura principal, a 1,4540108 UA. Possui uma excentricidade de 0,5701351 e um período orbital de 2 272,21 dias (6,22 anos).
Midsomer Norton tem uma velocidade orbital média de 16,19477428 km/s e uma inclinação de 21,50458º.
Este asteroide foi descoberto em 10 de Março de 1992 por Duncan Steel.